# 1. Lig 1965-66
La 1. Lig 1965-66 fue la octava temporada del fútbol profesional en Turquía.

## Tabla de posiciones
|     | Equipo              | PJ | PG | PE | PP | GF | GC | DG  | Pts | Notas                               |
| --- | ------------------- | -- | -- | -- | -- | -- | -- | --- | --- | ----------------------------------- |
| 1.  | Beşiktaş            | 30 | 20 | 8  | 2  | 52 | 16 | +36 | 48  | Copa de Campeones de Europa 1966-67 |
| 2.  | Galatasaray         | 30 | 17 | 8  | 5  | 53 | 20 | +33 | 42  | Recopa de Europa 1966-67            |
| 3.  | Gençlerbirliği      | 30 | 15 | 8  | 7  | 32 | 24 | +8  | 38  |                                     |
| 4.  | Fenerbahçe          | 30 | 10 | 12 | 8  | 32 | 25 | +7  | 32  |                                     |
| 5.  | Göztepe AŞ          | 30 | 12 | 8  | 10 | 33 | 27 | +6  | 32  | Copa de Ferias 1966-67              |
| 6.  | Altay               | 30 | 10 | 8  | 12 | 28 | 28 | 0   | 28  |                                     |
| 7.  | MKE Ankaragücü      | 30 | 10 | 7  | 13 | 52 | 52 | 0   | 27  |                                     |
| 8.  | Feriköy             | 30 | 7  | 13 | 10 | 28 | 32 | -4  | 27  |                                     |
| 9.  | Türk Telekomspor    | 30 | 9  | 9  | 12 | 30 | 39 | -9  | 27  |                                     |
| 10. | Ankara Demirspor    | 30 | 8  | 11 | 11 | 32 | 43 | -11 | 27  |                                     |
| 11. | Vefa                | 30 | 9  | 9  | 12 | 26 | 36 | -10 | 27  |                                     |
| 12. | İzmirspor           | 30 | 11 | 5  | 14 | 33 | 46 | -13 | 27  |                                     |
| 13. | Hacettepe           | 30 | 8  | 9  | 13 | 26 | 35 | -9  | 25  |                                     |
| 14. | İstanbulspor        | 30 | 10 | 5  | 15 | 28 | 45 | -17 | 25  |                                     |
| 15. | Beypazarı Şekerspor | 30 | 7  | 10 | 13 | 40 | 47 | -7  | 24  | Descendido a la 2. Lig              |
| 16. | Beykoz              | 30 | 6  | 12 | 12 | 22 | 32 | -10 | 24  | Descendido a la 2. Lig              |

|                                 |
| Campeón Beşiktaş JK 4.to título |